# Cuphea rivularis
Cuphea rivularis là một loài thực vật có hoa trong họ Lythraceae. Loài này được Seem. mô tả khoa học đầu tiên năm 1854.